# Svenska Parkeringsföreningen
Svenska Parkeringsföreningen, Svepark, är en branschorganisation för parkeringsbolag i Sverige.
Organisationen har infört etiska regler som bolagen rekommenderas följa:
- Personalen ska vara tillräckligt utbildad i parkeringsreglerna.
- Skyltningen ska vara korrekt och tydlig.
- Personal ska endast arbeta i full uniform. Märken på civila kläder gäller inte som uniform.
- Fordonen ska vara märkta så att det syns att de tillhör ett P-bolag.
- Den ska finnas en skriftlig policy för övervakning som ska följas.
- Det ska finnas en fungerande kundtjänst, som handlägger alla inkommande klagomål. Kundtjänsten ska vara öppen för telefon och/eller besök under kontorstid och för fax och e-post dygnet runt.
- Man ska följa god inkassosed, både om man själv sköter det eller anlitar ett externt inkassobolag.
- Man ska inte ingå avtal med markägare som innebär att man måste vara oetisk för att gå med vinst.